# Crataegus submollis
Crataegus submollis — вид квіткових рослин із родини трояндових (Rosaceae).

## Біоморфологічна характеристика
Це кущ, іноді дерево, 60–70 дм заввишки. Нові гілочки притиснено запушені, 1-річні від жовтувато-коричневих до коричневих, старші сірі; колючки на гілочках зазвичай численні, прямі або вигнуті, 2-річні блискучі чорнуваті, ± товсті, 4–7 см. Листки: ніжки листків 30–50% від довжини пластини, густо запушені, ± залозисті; пластини від ± широко яйцеподібних до ромбо-еліптичних, 4–9(11) см, основа клиноподібна чи майже усічена, часток по 3–5 з боків, верхівки часток загострені, краї гострі, подвійно пилчасті, верхівка від гоструватої до гострої, нижня поверхня рідко притиснуто запушена, іноді ± гола, але жилки запушені, верх густо шершаво запушений молодим, змінно ± голий. Суцвіття 5–15-квіткові. Квітки 20–22 мм у діаметрі; чашолистки вузько трикутні, 6–7 мм; тичинок 10 (чи 20); пиляки кольору слонової кістки. Яблука яскраво-червоні, від майже кулястих до грушоподібних чи еліпсоїдних, 10–15 мм у діаметрі, волосисті, особливо проксимально та дистально. 2n = 68. Період цвітіння: травень і червень; період плодоношення: вересень і жовтень.

## Ареал
Зростає на північному сході США (Коннектикут, Мен, Массачусетс, Мічиган, Нью-Гемпшир, Нью-Йорк, Вермонт, Вісконсин) й сході Канади (Квебек, Онтаріо); інтродукований до деяких країн Європи.
Населяє чагарники, природні живоплоти, окрайці полів; росте на висотах 20–400 метрів.

## Використання
Плоди вживають сирими чи приготованими чи сушать. М'якуш кислуватий, сухий і борошнистий.
Хоча конкретних згадок про цей вид не було помічено, плоди та квіти багатьох видів глоду добре відомі в трав'яній народній медицині як тонізувальний засіб для серця, і сучасні дослідження підтвердили це використання. Зазвичай його використовують у вигляді чаю чи настоянки.
Рослини дуже толерантна до обрізання і її можна використовувати як живопліт. Деревина роду Crataegus, як правило, має хорошу якість, хоча вона часто занадто мала, щоб мати велику цінність.

## Галерея

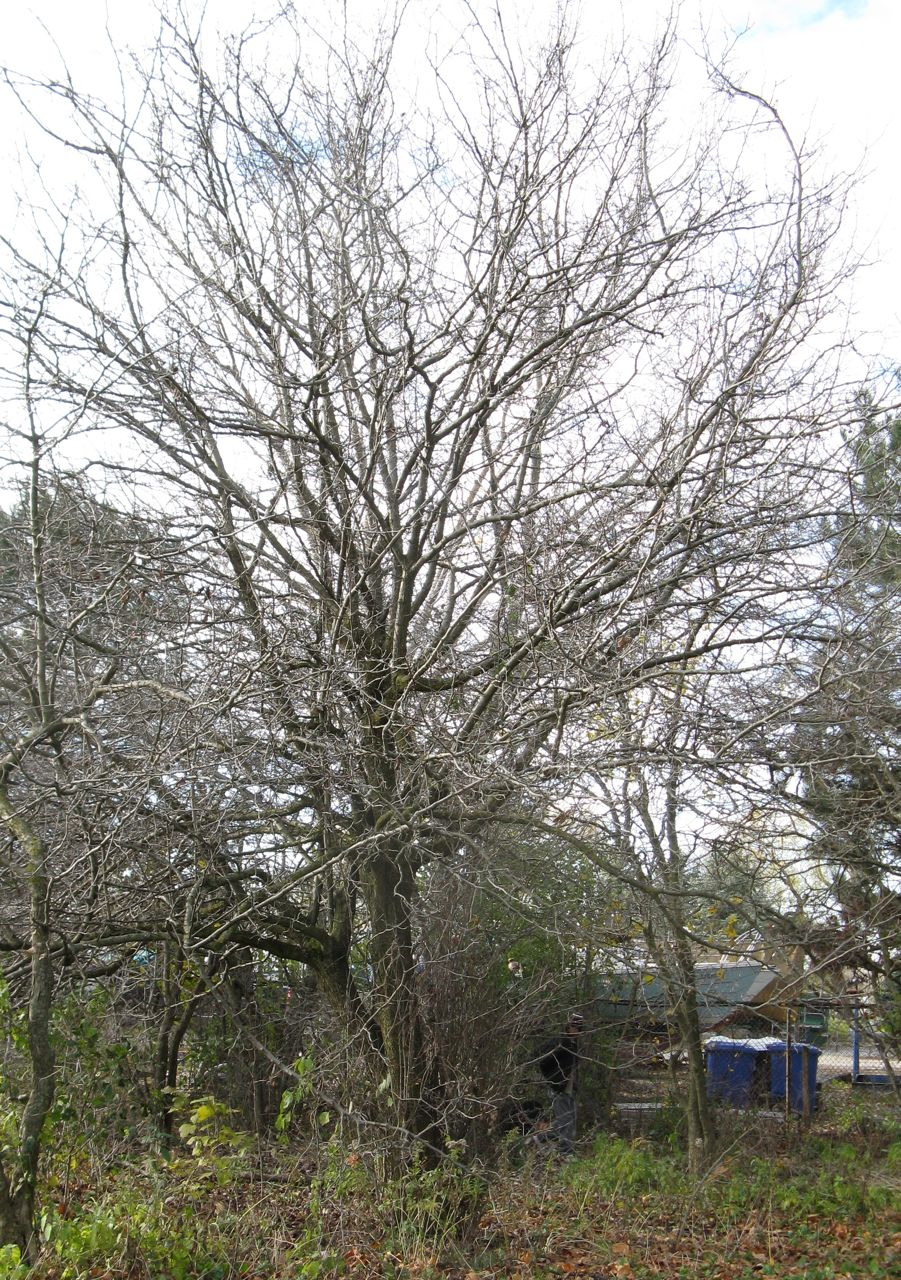
дерево
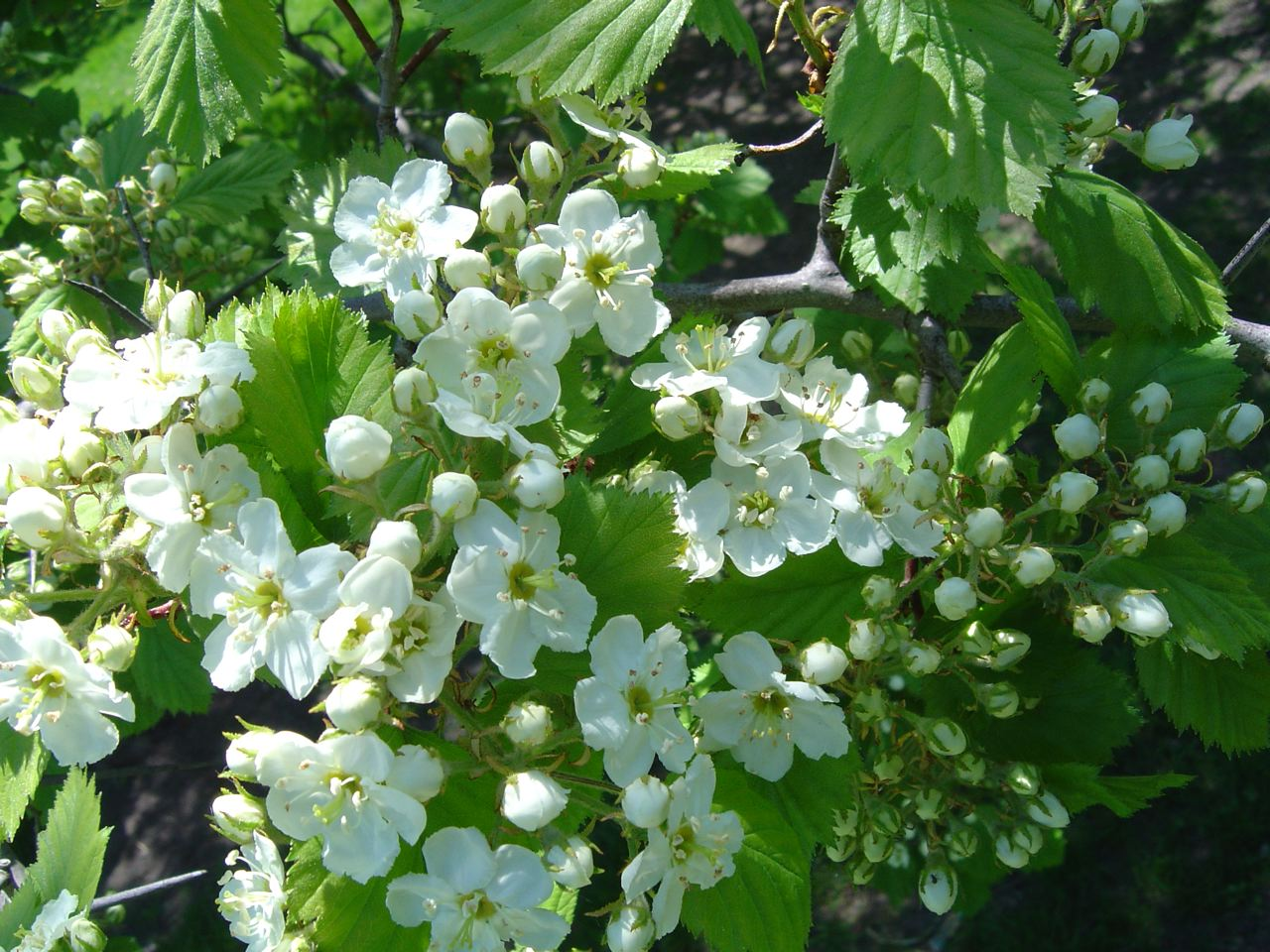
квіти